# Volta a Llombardia 1908
La Volta a Llombardia 1908 fou la 4a edició de la Volta a Llombardia. Aquesta cursa ciclista organitzada per La Gazzetta dello Sport es va disputar el 8 de novembre de 1908 amb sortida a Milà i arribada a Sesto San Giovanni després d'un recorregut de 208 km.
La prova fou guanyada pel luxemburguès François Faber, de l'equip Peugeot-Wolber per davant dels italians Luigi Ganna (Atala) i Giovanni Gerbi (Peugeot-Wolber).

## Desenvolupament
En els primers quilòmetres es destaquen Gerbi, Ferrari, Ghirardini, Brambilla, Faber, Ganna i Beaugendre. Abans de Como, Gerbi ataca i se'n va en solitari passant per la ciutat amb minut i mig sobre els seus perseguidors. En Lecco augmenta el seu avantatge fins als tres minuts. Darrere seu es forma un grup on hi ha Ganna, Cuniolo i Faber. Per Bèrgam, Gerbi encara té un minut sobre els seus perseguidors però és atrapat per Faber abans de Monza. En aquesta ciutat, a 7 km. de l'arribada Faber és primer per davant de Ganna i Gerbi. Aquestes posicions es mantindran en la línia de meta.

## Classificació general
|    | Ciclista         | Equip          | Temps        |
| -- | ---------------- | -------------- | ------------ |
| 1  | François Faber   | Peugeot-Wolber | 7h 18' 36"   |
| 2  | Luigi Ganna      | Atala          | + 14' 57"    |
| 3  | Giovanni Gerbi   | Peugeot-Wolber | + 24' 09"    |
| 4  | Carlo Mairani    | Individual     | + 56' 09"    |
| 5  | Guido Ghirardini | Individual     | + 1h 20' 09" |
| 6  | Annibale Magni   | Individual     | + 1h 25' 24" |
| 7  | Francesco Amelli | Individual     | + 2h 03' 49" |
| 8  | Adolfo Denti     | Individual     | + 2h 20' 24" |
| 9  | Pietro Tani      | Individual     | + 2h 25' 24" |
| 10 | Sante Goi        | Individual     | + 2h 50' 56" |